# Elecciones municipales de Ica de 1989
Las elecciones municipales de Ica de 1989 se llevaron a cabo el 12 de noviembre de 1989 para elegir al alcalde y al Concejo Provincial de Ica para el periodo 1990-1992. La elección se celebró simultáneamente con elecciones municipales en todo el país.

## Sistema electoral
La Municipalidad Provincial de Ica es el órgano administrativo y de gobierno de la provincia de Ica. Está compuesta por el alcalde y el Concejo Provincial.
La votación del alcalde y el concejo se realiza en base al sufragio universal, que comprende a todos los ciudadanos nacionales mayores de dieciocho años, empadronados y residentes en la provincia de Ica y en pleno goce de sus derechos políticos, así como a los ciudadanos no nacionales residentes y empadronados en la provincia de Ica.
El Concejo Provincial de Ica está compuesto por 19 regidores elegidos por sufragio directo para un período de tres (3) años, en forma conjunta con la elección del alcalde (quien lo preside). La votación es por lista cerrada y bloqueada. Se asigna a la lista ganadora los escaños según el método d'Hondt o la mitad más uno, lo que más le favorezca.

## Composición del Concejo Provincial de Ica
La siguiente tabla muestra la composición del Concejo Provincial de Ica antes de las elecciones.
| Partidos | Partidos                | Regidores |
| -------- | ----------------------- | --------- |
|          | Izquierda Unida         | 11        |
|          | Partido Aprista Peruano | 8         |

## Partidos y candidatos
A continuación se muestra una lista de los principales partidos y alianzas electorales que participaron en las elecciones:
| Candidatura | Candidatura | Partidos y alianzas | Candidatos | Candidatos                       | Ideología                                                        | Resultado previo | Resultado previo | Ref. |
| Candidatura | Candidatura | Partidos y alianzas | Candidatos | Candidatos                       | Ideología                                                        | Votos (%)        | Reg.             | Ref. |
| ----------- | ----------- | --- | ---------- | -------------------------------- | ---------------------------------------------------------------- | ---------------- | ---------------- | ---- |
|             | IU          | Lista - Izquierda Unida (IU) – Unión de Izquierda Revolucionaria (UNIR) – Partido Unificado Mariateguista (PUM) – Partido Comunista Peruano (PCP) – Frente Obrero Campesino Estudiantil y Popular (FOCEP) |            | Luis Núñez Joseli                | Marxismo-leninismo Mariateguismo Socialismo democrático          | 47.30%           | 11               |      |
|             | ASI         | Lista - Acuerdo Socialista de Izquierda (ASI) – Partido Socialista Revolucionario (PSR) – Partido Comunista Revolucionario (PCR) – Movimiento Socialista Peruano (MSP)                                    |            | José Muñante Alvarado            | Mariateguismo Socialismo democrático                             | 47.30%           | 11               |      |
|             | APRA        | Lista - Partido Aprista Peruano (APRA) |            | Marco Arbulú Gavilano            | Aprismo                                                          | 45.11%           | 8                |      |
|             | FREDEMO     | Lista - Frente Democrático (FREDEMO) – Acción Popular (AP) – Movimiento Libertad (Libertad) – Partido Popular Cristiano (PPC)                                                                             |            | Guillermo Arguedas Schiantarelli | Liberalismo económico Humanismo cristiano Conservadurismo social | 4.90%            | 0                |      |
|             | FNTC        | Lista - Frente Nacional de Trabajadores y Campesinos (FNTC) |            | Rodolfo Chalco Cueto             | Nacionalismo de izquierda Tahuantinsuyismo                       | Nuevo            | Nuevo            |      |
|             | IND         | Lista - Lista Independiente Frente Popular Independiente |            | Óscar Sánchez Dulanto            | Localismo iqueño                                                 | Nuevo            | Nuevo            |      |
|             | IND         | Lista - Lista Independiente Movimiento Independiente Confederacionista Iqueño |            | Marta Elías del Castillo         | Localismo iqueño                                                 | Nuevo            | Nuevo            |      |

## Resultados

### Sumario general
| |                                                                       |              |              |              |           |           |
| Partidos y coaliciones                                                                                      | Partidos y coaliciones                                                | Voto popular | Voto popular | Voto popular | Regidores | Regidores |
| Partidos y coaliciones                                                                                      | Partidos y coaliciones                                                | Votos        | %            | ±pp          | Total     | +/−       |
| | Partido Aprista Peruano (APRA)                                        | 27,962       | 32.96        | –12.15       | 11        | +3        |
| | Frente Democrático (FREDEMO)1                                         | 27,857       | 32.84        | +27.94       | 5         | +5        |
| | Izquierda Unida (IU)                                                  | 19,075       | 22.49        | –24.81       | 3         | –8        |
| | Lista Independiente Frente Popular Independiente                      | 5,547        | 6.54         | n/a          | 0         | ±0        |
| | Frente Nacional de Trabajadores y Campesinos (FNTC)                   | 2,142        | 2.53         | Nuevo        | 0         | ±0        |
| | Acuerdo Socialista de Izquierda (ASI)                                 | 2,025        | 2.39         | Nuevo        | 0         | ±0        |
| | Lista Independiente Movimiento Independiente Confederacionista Iqueño | 217          | 0.26         | n/a          | 0         | ±0        |
| |                                                                       |              |              |              |           |           |
| Total | Total                                                                 | 84,825       |              |              | 19        | ±0        |
| |                                                                       |              |              |              |           |           |
| Votos válidos                                                                                               | Votos válidos                                                         | 84,825       | 85.61        | –3.72        |           |           |
| Votos en blanco                                                                                             | Votos en blanco                                                       | 3,580        | 3.61         | +1.52        |           |           |
| Votos nulos                                                                                                 | Votos nulos                                                           | 10,679       | 10.78        | +2.20        |           |           |
| Votos emitidos                                                                                              | Votos emitidos                                                        | 99,084       | 79.37        | –6.75        |           |           |
| Abstenciones                                                                                                | Abstenciones                                                          | 25,760       | 20.63        | +6.75        |           |           |
| Votantes registrados                                                                                        | Votantes registrados                                                  | 124,844      |              |              |           |           |
| |                                                                       |              |              |              |           |           |
| Fuente: |                                                                       |              |              |              |           |           |
| Notas al pie: 1 Comparado con los resultados del Partido Popular Cristiano (PPC) en las elecciones de 1986. |                                                                       |              |              |              |           |           |
| Notas al pie:                                                                                               |                                                                       |              |              |              |           |           |
| 1 Comparado con los resultados del Partido Popular Cristiano (PPC) en las elecciones de 1986.               |                                                                       |              |              |              |           |           |

## Elecciones municipales distritales

### Resultados por distrito
La siguiente tabla enumera el control de los distritos de la provincia de Ica. El cambio de mando de una organización política se resalta del color de ese partido.
| Distrito                | Alcalde(sa) titular        | Partido político | Partido político        | Alcalde(sa) electo(a)     | Partido político | Partido político        |
| ----------------------- | -------------------------- | ---------------- | ----------------------- | ------------------------- | ---------------- | ----------------------- |
| La Tinguiña             | Miguel Enciso Trillo       |                  | Partido Aprista Peruano | Julia Campos Altamirano   |                  | Partido Aprista Peruano |
| Los Aquijes             | Máximo Huamán García       |                  | Partido Aprista Peruano | Pedro Hernández Carlos    |                  | Frente Democrático      |
| Ocucaje                 | Pablo Vargas Díaz          |                  | Partido Aprista Peruano | Mario Morón Aparcana      |                  | Partido Aprista Peruano |
| Pachacútec              | Fausto Tipismana Cahua     |                  | Partido Aprista Peruano | Fausto Tipismana Cahua    |                  | Partido Aprista Peruano |
| Parcona                 | Juan Escribo Oré           |                  | Izquierda Unida         | Carlos Ramos Loayza       |                  | Partido Aprista Peruano |
| Pueblo Nuevo            | Adela Moquillaza Hernández |                  | Partido Aprista Peruano | Ismael Anicama Torres     |                  | Partido Aprista Peruano |
| Salas                   | Juan Donayre Vizarreta     |                  | Partido Aprista Peruano | José Peña Ramos           |                  | Partido Aprista Peruano |
| San José de los Molinos | Jorge Fuentes Huarcaya     |                  | Partido Aprista Peruano | Jorge Fuentes Huarcaya    |                  | Partido Aprista Peruano |
| San Juan Bautista       | Juan Espino Espino         |                  | Partido Aprista Peruano | Leoncio Chacón Pacheco    |                  | Izquierda Unida         |
| Santiago                | Juana Ventura de Laurente  |                  | Partido Aprista Peruano | Gustavo Domingo Echegaray |                  | Izquierda Unida         |
| Subtanjalla             | Julio Espinoza Cabezudo    |                  | Izquierda Unida         | Julio Pecho García        |                  | Partido Aprista Peruano |
| Tate                    | Pedro Hernández Mendoza    |                  | Partido Aprista Peruano | Juan Guerrero Mendoza     |                  | Partido Aprista Peruano |
| Yauca del Rosario       | Marilú Gamboa Hernández    |                  | Partido Aprista Peruano | Genaro Chanco Conislla    |                  | Partido Aprista Peruano |